# Boghiș
Boghiș (Roemeens) Szilágybagos (Hongaars) is een Roemeense gemeente in het district Sălaj.
De gemeente is sinds 2005 weer zelfstandig na een afsplitsing van de gemeente Nusfalau. Ze bestaat uit twee kernen:
- Boghiș
- Bozieș (Szilágyborzás).

De gemeente behoort tot de etnisch Hongaarse streek Szilágyság.

## Bevolking
Boghiș telde in 2011 in totaal 1858 inwoners. De Hongaren waren met 1.282 inwoners de grootste bevolkingsgroep.
- Hongaars: 1 293 (70%)
- Roemeens: 132 (7%)
- Roma Zigeuners: 431 (23%)